# Johnny Clegg
Jonathan Paul Clegg (Rochdale, Gran Mánchester, 7 de junio de 1953-Johannesburgo, Gauteng, 16 de julio de 2019), más conocido por su nombre artístico Johnny Clegg, fue un músico sudafricano de origen inglés, conocido por ser miembro de la banda Juluka y fundador de Savuka.

## Carrera musical
Juluka realizó giras por Europa. Su banda tuvo dos discos de platino y cinco álbumes de oro y eran un éxito internacional. El sencillo del álbum Savuka «Shadow Man» («Hombre de sombra») había vendido 250 000 copias a una semana de ser publicado. Solo en Francia se vendieron más de un millón de copias.
Su canción «Scatterlings de África» fue utilizada en la banda sonora de la película ganadora del Óscar de 1988 Rain Man. Esta canción fue su única entrada en el UK Singles Chart, logrando el puesto 75.º en mayo de 1987.  También compuso la música para las películas El rey león 3, George of the Jungle y Opportunity Knocks (Golpes de oportunidad).

## Reconocimientos
- Clegg fue condecorado con el Chevalier des Artes et Lettres (Caballero de las Artes y las Letras) por el Gobierno francés en 1991.
- En 2004 fue elegido como número 23 en Grandes sudafricanos del SABC3.
- En 2007, Clegg recibió un doctorado honorario en música por la Universidad de Witwatersrand.[4]
- En 2011, Clegg recibió un doctorado honoris causa en Derecho por la Universidad de la Ciudad de la Escuela de Derecho de Nueva York.[5]
- En 2012, Clegg recibió el premio sudafricano Ikhamanga presidencial como parte de la ceremonia nacional de Órdenes. Este premio es el más alto honor que un ciudadano puede recibir en Sudáfrica. Fue presentado por el presidente Jacob Zuma.[6]
- En 2012, Clegg recibió un doctorado honoris causa en Letras Humanas del Dartmouth College, Hanover, Nuevo Hampshire, Estados Unidos.[7]